# اس‌اس اوهایو

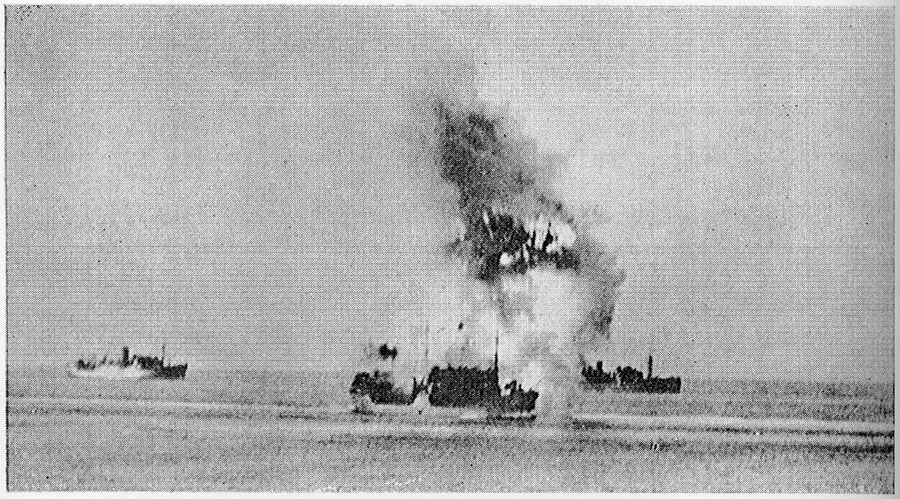
اس اس اوهایو

اس‌اس اوهایو (به انگلیسی: SS Ohio) یک کشتی بود که طول آن ۵۱۵ فوت (۱۵۷ متر) بود. این کشتی در سال ۱۹۴۰ ساخته شد.